# شهرستان بای‌چوان
شهرستان بای‌چوان (به چینی: 逊克县) یک شهرستان در استان هئی‌لونگ‌جیانگ چین است که در تابعیت شهر چیچیهار قرار دارد. شهرستان بای‌چوان ۳٬۵۹۷٫۰۱ کیلومتر مربع مساحت و ۲۸۲٬۰۱۹ نفر جمعیت دارد و ۲۳۳ متر بالاتر از سطح دریا واقع شده‌است.

## تقسیمات اداری
شهرستان بای‌چوان به ۷ شهرک و ۹ قصبهٔ تابعه تقسیم شده است.
- شهرک بای‌چوان (拜泉镇، Bàiquán zhèn)
- شهرک چانگ‌چون (长春镇، Chángchūn zhèn)
- شهرک سان‌داو (三道镇، Sāndào zhèn)
- شهرک شین‌نونگ (兴农镇، Xīngnóng zhèn)
- شهرک لونگ‌چوان (龙泉镇، Lóngquán zhèn)
- شهرک فوچیان (富强镇، Fùqiáng zhèn)
- شهرک گووفو (国富镇، Guófù zhèn)

- قصبه آی‌نونگ (爱农乡، Àinóng xiāng)
- قصبه داژونگ (大众乡، Dàzhòng xiāng)
- قصبه شانگ‌شنگ (上升乡، Shàngshēng xiāng)
- قصبه شی‌ژونگ (时中乡، Shízhōng xiāng)
- قصبه شین‌شنگ (新生乡، Xīnshēng xiāng)
- قصبه شینگ‌گوو (兴国乡، Xīngguó xiāng)
- قصبه شینگ‌هوا (兴华乡، Xìnghuá xiāng)
- قصبه فنگ‌چان (丰产乡، Fēngchǎn xiāng)
- قصبه یونگ‌چین (永勤乡، Yǒngqín xiāng)